# Гундлах, Вилли
Вилли Гундлах (нем. Willi Gundlach; род. 15 мая 1929, Оберхаузен) — немецкий дирижёр и музыкальный педагог.
Окончил Педагогический университет Брауншвейга, затем учился в Ганновере, Киле и Кёльне, преподавал во Фленсбурге. С 1963 года профессор музыки в Дортмундском педагогическом университете, сохранил свою должность при реорганизации университета, в результате которой он в 1980 году влился в состав Дортмундского технического университета. С 1994 года на пенсии.
Автор многочисленных методических пособий и сборников хоровой музыки для школьного преподавания, а также публикаций по истории школьного преподавания музыки в Германии. Занимался также изучением творчества Фанни Мендельсон, редактировал издание её хоровых сочинений и полное собрание вокальных дуэтов.
В 1978 году основал и возглавил Камерный хор Дортмундского университета. С этим коллективом осуществил ряд записей, в том числе несколько дисков с хоровыми произведениями Фанни Мендельсон, Феликса Мендельсона и Хуго Дистлера, ораторию Артюра Онеггера «Царь Давид», оперу Курта Вайля «Человек, всегда говорящий „да“» (1990, с Вестфальским симфоническим оркестром).